# Pilocarpaceae
Pilocarpaceae is een botanische naam voor een familie van korstmossen behorend tot de orde Lecanorales. Het typegeslacht is Byssoloma. Dit en alle andere geslachten van deze familie zijn hierna heringedeeld naar andere families, waarvan de meeste naar Byssolomataceae.